# شاهنشاه (فیلم ۲۰۲۵)
شاهنشاه یا شاهِ شاهان (به انگلیسی: The King of Kings) یک فیلم پویانمایی مسیحی محصول آمریکا در سال ۲۰۲۵ و به کارگردانی سئونگ-هو جانگ است که با الهام از داستان کوتاه زندگی سرور ما ساخته شده است. صداپیشگی را کنت برانا، اوما تورمن، رومن گریفین دیویس، اسکار آیزاک، فارست ویتاکر، پیرس برازنان، مارک همیل و بن کینگزلی به عهده دارد. این فیلم دربارهٔ چارلز دیکنز، مرد جوانی است که در مورد عیسی مسیح می‌گوید. او و والتر دیکنز با هم وارد ماجراجویی می‌شوند.
این فیلم در ۱۱ آوریل ۲۰۲۵ در ایالات متحده اکران شد. نقدهای متفاوتی از منتقدان دریافت کرد و ۶۶ میلیون دلار فروخت.

## خلاصه داستان
این پویانمایی به زندگی عیسی مسیح می‌پردازد. چارلز دیکنز این داستان را برای فرزندش والتر روایت می‌کند.

## مشروح داستان
چارلز دیکنز در تلاش است تا نمایشنامه‌ای از سرود کریسمس را برای حاضران در سالن اجرا کند، اما اجرای او پیوسته با شیطنت‌های پسر پرجنب‌وجوشش، والتر، که با همکاری گربهٔ چاق همراهش ماجراهای شاه آرتور را در پشت‌صحنه بازآفرینی می‌کند، قطع می‌شود. پس از آن‌که اجرا به‌کلی خراب می‌شود، دیکنز قصد تنبیه پسرش را دارد، اما همسرش کاترین به او پیشنهاد می‌دهد راهی دیگر برای دور کردن والتر از شیفتگی‌اش به میزگرد شاه آرتور پیدا کند: او به والتر داستانی از پادشاهی بزرگ‌تر از آرتور بدهد، یعنی «پادشاه پادشاهان»، عیسی مسیح. والتر این پیشنهاد را غیرممکن می‌داند، ولی با اکراه می‌پذیرد داستان پدرش را گوش دهد، به شرط آن‌که بتواند هر زمان که خسته شد، آن را رها کند.
با این حال، هرچه داستان پیش می‌رود، والتر بیش‌تر درگیر زندگی عیسی می‌شود و از پدرش می‌خواهد که داستان را تا پایان، حتی اگر ناراحت‌کننده باشد، ادامه دهد. او نه تنها به روایت دل می‌بندد، بلکه خود را نیز درون داستان تصور می‌کند؛ گویی خودش و گربه‌اش ویلا همراه با عیسی و حواریون در سفر هستند و وقایع زندگی مسیح را از نزدیک می‌بینند: تولد، رسالت، رنج و رستاخیز او. به‌تدریج، والتر با عیسی آشنا می‌شود و او را دوست می‌دارد. پدرش نیز برای توضیح معنای فداکاری عیسی، داستان آدم و حوا و گناه نخستین را برایش بازگو می‌کند، ولی والتر نمی‌تواند مرگ چنین فرد بی‌گناهی را بپذیرد یا آن را درک کند.
والتر از مرگ عیسی اندوهگین می‌شود، و ناگهان خود را در حال فرورفتن در اعماق دریا می‌بیند، همان‌گونه که رسول پطرس هنگام راه‌رفتن روی آب غرق شد. والتر از عیسی می‌خواهد که نجاتش دهد. عیسی ظاهر می‌شود، او را با مهربانی در آغوش می‌گیرد، از آب بیرون می‌آورد و خودش جای والتر را در زیر آب می‌گیرد. عیسی ناپدید می‌شود و تنها یک صلیب بزرگ و خالی باقی می‌ماند.
والتر بر روی خشکی، با حیرت به این صلیب عظیم در برابر خود می‌نگرد. او رهایی و نجات از گناه و مرگ را از طریق قربانی شدن مسیح تجربه کرده و اکنون عشق بی‌پایان عیسی را به‌درستی درک می‌کند و سرشار از محبت و سپاس می‌شود. سپس او رستاخیز را می‌بیند و عیسی را زنده در برابر خود می‌بیند. عیسی به او لبخند می‌زند و آرام به سوی افق می‌رود، درحالی‌که خورشید طلوع می‌کند.
هنگامی‌که والتر به‌سوی خواهر و برادرانش می‌دود تا این داستان را برایشان بازگو کند، دیکنز تصمیم می‌گیرد زندگی عیسی را برای فرزندانش به نگارش درآورد. در پایان، این جملهٔ عیسی از انجیل یوحنا بر پرده ظاهر می‌شود: «من راه و راستی و زندگی هستم؛ هیچ‌کس جز به‌واسطهٔ من نزد پدر نمی‌آید».

## بازخوردها
- در وبگاه جمع‌آوری نقد راتن تومیتوز از نظرات ۵۷ منتقد با میانگین امتیاز ۶ از ۱۰ مثبت است.
- در متاکریتیک که از میانگین وزنی استفاده می‌کند، بر اساس شش منتقد، امتیاز ۴۲ از ۱۰۰ را به فیلم اختصاص داده است که نشان دهنده نقدهای «مختلط یا متوسط» است.
- تماشاگران شرکت‌کننده در نظرسنجی سینماسکور به فیلم نمره متوسط کمیاب «A+» دادند، در حالی که آن‌هایی که در نظرسنجی پست‌ترک شرکت کردند ۹۴ درصد نمره مثبت کلی به آن دادند و ۸۳ درصد گفتند که قطعاً فیلم را توصیه می‌کنند.